# Всесвітній день боротьби проти раку
Всесвітній день боротьби проти раку (англ. World Cancer Day) — відзначається щорічно 4 лютого. Проголошений «Міжнародним союзом по боротьбі з онкологічними захворюваннями» (Міжнародний союз проти раку) (англ. Union for International Cancer Control, UICC).

## Мета проведення
2021 року приблизно у 20 мільйонів людей було діагностовано, 10 мільйонів людей — пішли з життя через злоякісні онкологічні захворювання. За оцінками експертів Всесвітній організації охорони здоров'я (ВООЗ), без рішучих дій з боку урядів, громадських організацій, медичних працівників, волонтерів, до 2030 року в Європейському Регіоні щорічно реєструватиметься 5,4 мільйона випадків раку та 2,5 мільйона смертей.
Мета проведення Всесвітнього дня боротьби проти раку:
- Підвищити обізнаність про рак як про одне із найстрашніших захворювань сучасної цивілізації.
- Привернути увагу суспільства до запобігання, виявлення, лікування злоякісних новоутворень.
- Сформулювати завдання, що стоять перед світом у боротьбі з онкологічними захворюваннями.
- Закликати політиків і організації-члени UICC відноситься до раку, як до політичного пріоритету.

Понад одну третину злоякісних захворювань можна вилікувати, якщо вчасно виявити та правильно лікувати. Виникнення 43 % випадків раку можна було б запобігти за допомогою таких норм здорової поведінки, як:
- Обмеження доступу до паління, боротьба з цим явищем.
- Фізична активність, збалансована, здорова їжа.
- Вакцинація проти вірусів, що викликають рак печінки і шийки матки.
- Уникання тривалого перебування на сонці і в соляріях.

Щорічно 4 лютого під час Всесвітнього дня боротьби з раком ВООЗ і Міжнародне агентство з вивчення раку надають підтримку Міжнародному союзу проти раку в поширенні інформації про заходи щодо полегшення тягаря цього захворювання.

## Історія
Всесвітній день боротьби проти раку засновано 2000 року на першому Всесвітньому саміті боротьби з раком, який проходив у Парижі. На цьому саміті кілька керівників державних установ та онкологічних організацій підписали Паризьку хартію боротьби з раком. Цей документ складається з 10 статей, в яких викладається:
- заохочення досліджень щодо лікування та профілактики онкологічних захворювань;
- модернізація послуг, що надаються пацієнтам, хворим на рак;
- мобілізація світової спільноти для боротьби проти раку.

Стаття X Хартії офіційно оголосила 4 лютого Всесвітнім днем боротьби проти раку, «щоб Паризька Хартія була в серцях та душах людей усього світу». Україна приєдналася до конвенції країн, що підписали Паризьку хартію боротьби проти раку 2007 року,

## Теми і гасла Всесвітнього дня боротьби проти раку
Кампанія побудована так, щоб надихати на зміни та мобілізувати дії громадськості ще довго після дати проведення Всесвітнього дня боротьби проти раку. Багаторічна кампанія сприяє приверненню більшої уваги суспільства, залученню участі більшого числа людей, відкриває більше можливостей для підвищення глобальної поінформованості та створює більше важелів впливу на уряди для досягнення головної мети — перемоги людства над страшною хворобою.
- У 2016—2018 роках Всесвітній день боротьби проти раку проходив під гаслом «Ми можемо. Я можу». У цей день пропонувалося вжити колективні або індивідуальні заходи щодо полегшення тягаря раку.[6]
- У 2019—2021 роках Всесвітній день боротьби проти раку проходив під гаслом «Я є і буду».[7]
- Тема Всесвітнього дня боротьби проти раку на 2022–2024 роки: «Усунення прогалин у догляді».[8]

2022 рік — перший рік кампанії «Усунення прогалин у догляді» присвячений розумінню та визнанню нерівності у доступності до лікування онкологічних захворювань. Лікування раку відображає нерівність та несправедливість нашого світу. В охороні здоров'я нерівність належить до нерівномірного розподілу ресурсів. Половина населення світу не має доступу до всього спектру основних медичних послуг. Коли справа доходить до раку, багатьом людям відмовляють у базовій допомозі, незважаючи на те, що ми живемо за часів вражаючих досягнень у галузі профілактики, діагностики та лікування злоякісних новоутворень. Йдеться про неупередженість, заперечення припущень і розгляд незаперечних фактів:
- Нерівність у доступності до лікування раку варта життя.
- Люди, які звертаються за медичною допомогою з приводу онкологічних захворювань, стикаються із перешкодами.
- Дохід, освіта, місцезнаходження та дискримінація за ознакою етнічної приналежності, статі, сексуальної орієнтації, віку, інвалідності, способу життя — лише деякі з факторів, що можуть негативно позначитися на доступності до медичних послуг.
- Розрив зачіпає всіх.
- Ці бар'єри можна змінити.

Різниця може здатися тонкою, але усунення розриву лікування раку насправді не означає просто надання всім рівних ресурсів. Один розмір не підходить усім, кожна проблема потребує вирішення. Цьогоріч потрібно поставити під сумнів статус-кво та допомогти зменшити стигматизацію; вислухати погляди людей, які живуть з раком, їхніх спільнот, дозволити цьому життєвому досвіду спрямовувати думки та дії на допомогу незахищеним верствам населення.
Міжнародний союз по боротьбі з онкологічними захворюваннями виділяє 7 бар'єрів, що стоять на шляху лікування раку:
- Гендерна нерівність.
- Бар'єри для національних меншин.
- Бідність та соціально-економічний статус.
- Важкодоступність для сільського населення.
- Вікова дискримінація.
- Статус біженця та вимушена міграція.
- Гомофобія, трансфобія та пов'язана з ними дискримінація.

Люди, які страждають на онкологічні захворювання, мають повне право вести активний спосіб життя, відчувати почуття власної гідності, вони повинні мати нормальну обстановку у своєму будинку та суспільстві. Людські життя можуть та повинні бути врятовані завдяки збільшеному доступу до існуючих технологій.